# Napoléon Sarony
Napoléon Sarony, né le 5 mars 1821 à Québec et mort le 9 novembre 1896 à New York, est un lithographe et photographe américain d'origine franco-canadienne.

## Biographie

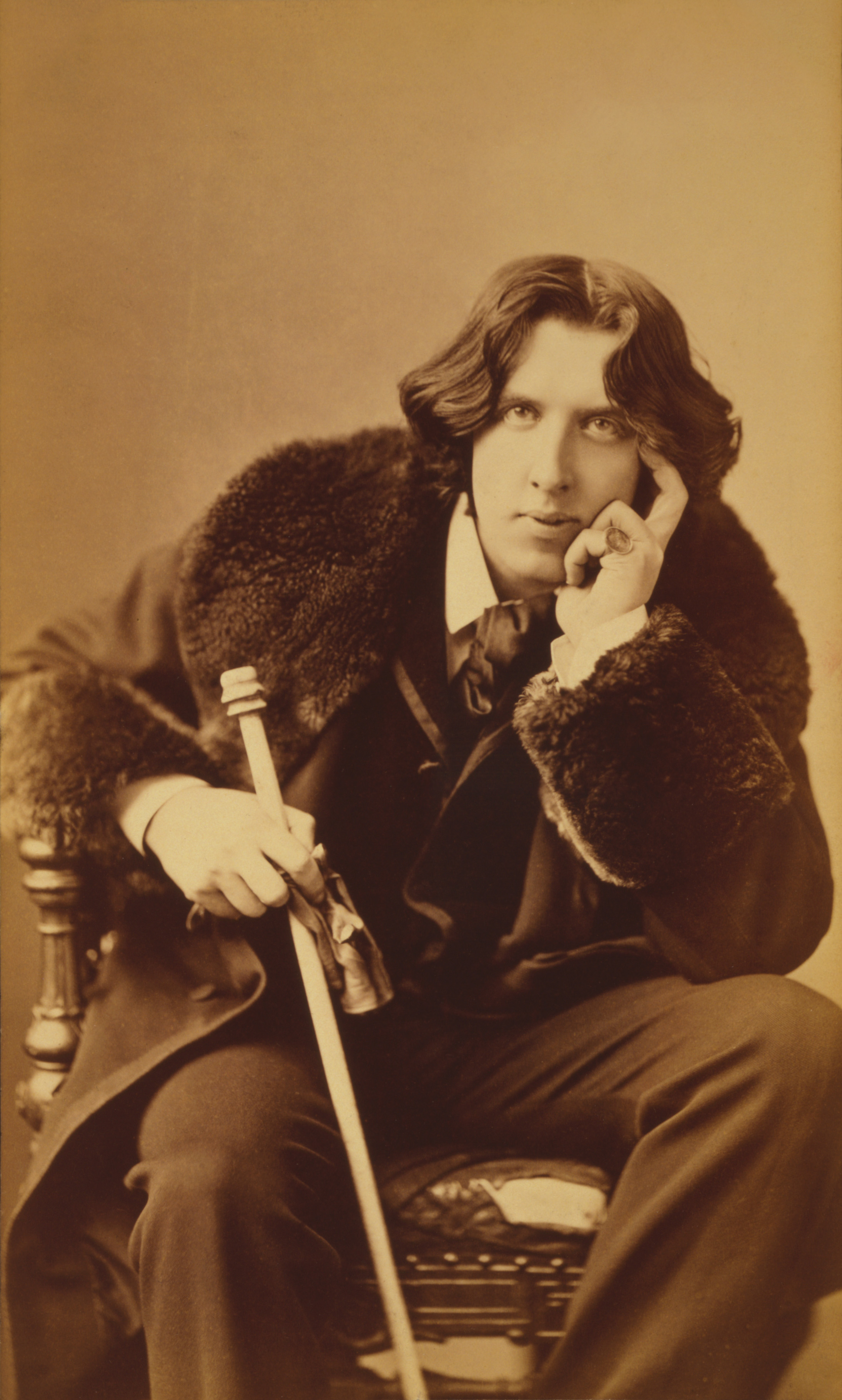
Cette photographie d'Oscar Wilde en 1882 a fait l'objet de la première décision américaine de copyright en matière photographique.

Napoléon Sarony s'installe à New York en 1836.
C'est un portraitiste très productif, qui a photographié des célébrités telles que Sarah Bernhardt, Oscar Wilde, Nikola Tesla et Mark Twain, et qui a beaucoup pratiqué la stéréoscopie.
Son fils, Otto Sarony (en), est également photographe portraitiste.

## Œuvres

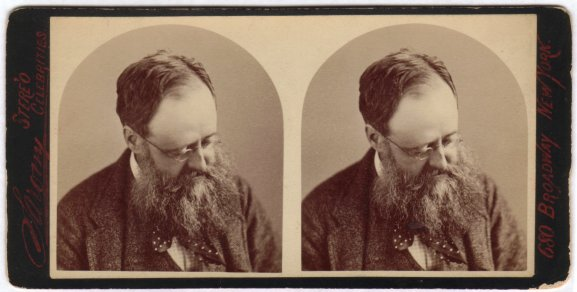
Wilkie Collins (1824-1889), portrait stéréoscopique pris en 1874.
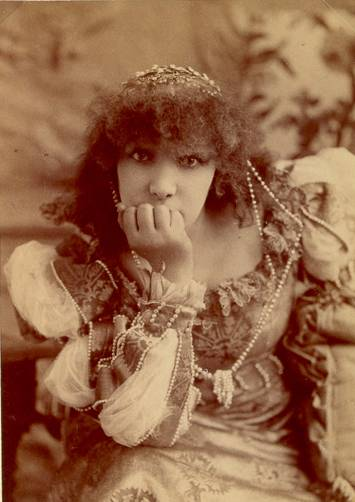
Sarah Bernhardt, vue par Napoleon Sarony, 1900
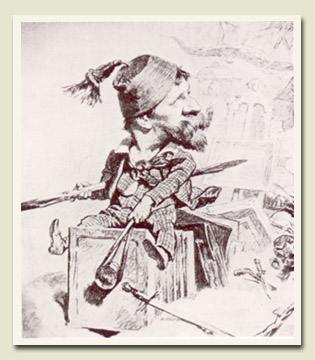
Napoléon Sarony, autoportrait lithographié.
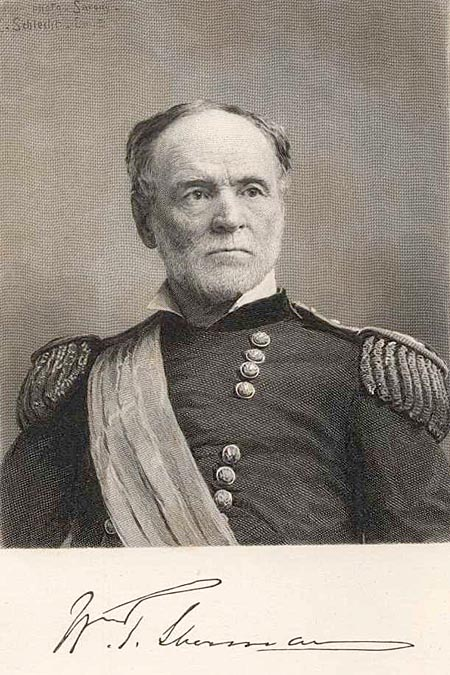
William T. Sherman, 1888